# Róbert Pillár
Róbert Pillár (* 27. května 1991 v Bardejově) je slovenský fotbalový obránce, od léta 2017 hráč klubu Mezőkövesd-Zsóry SE. Mimo Slovensko působil na klubové úrovni v Česku. Je bývalým mládežnickým reprezentantem Slovenska.

## Klubová kariéra
Svoji fotbalovou kariéru začal v Partizánu Bardejov, odkud zamířil v průběhu dorostu na hostování do klubu FK Senica.

### FK Senica
V průběhu jarní části ročniku 2009/10 se propracoval do A-týmu, kde dostal profesionální smlouvu.

#### Sezóna 2009/10
Ve slovenské nejvyšší soutěži debutoval pod trenérem Radimem Nečasem v ligovém utkání 33. kola hraném 15. května 2010 proti MFK Petržalka (výhra 2:1), odehrál celý zápas a vstřelil svůj první gól za mužstvo. Jednalo se o jeho jediný start a gól v sezoně.

#### Sezóna 2010/11
1. 11. 2010 na Záhorí přestoupil. Svoji první branku v ročníku vsítil ve 3. kole (31. 7. 2010) proti MFK Dubnica, v 81. minutě dal jediný a tudíž vítězný gól. Na konci roku 2010 se o fotbalistu zajímalo několik klubů ze zahraničí, ale Pillár nakonec zůstal v Senici. Podruhé v sezoně se prosadil ve 20. kole na půdě FC Nitra, když zaznamenal druhou branku utkání (výhra 5:0). Prosadil se také v předposledním a posledním kole, když vstřelil gól do sítě MFK Ružomberok a FC ViOn Zlaté Moravce. Celkem v ročníku odehrál 31 střenutí.

#### Sezóna 2011/12
V roce 2012 laboroval 9 měsíců se zraněným kolenem. V prvním zápase jarní části sezóny 2011/12 proti FC Nitra si přetrhl křížový vaz v koleni V sezoně odehrál 13 utkání. S mužstvem se představil ve 3. předkole Evropské ligy UEFA proti rakouskému FC Red Bull Salzburg (odehrál pouze první zápas).

#### Sezóna 2012/13
Na hřiště se po zranění dostal až v následujícím ročníku v zápase proti Slovanu Bratislava. V ročníku zaznamenal pouze tři ligové starty, v nichž dal jednu branku (proti FC Nitra v posledním 33. kole).

#### Sezóna 2014/15
V létě 2014 uplatnila Senica na hráče opci ve smlouvě. Své první dva góly v ročníku dal v derby proti FC Spartak Trnava (remíza 2:2). 20. září 2014 vstřelil svůj třetí gól v sezoně proti FO ŽP Šport Podbrezová, vyrovnával na 1:1. 9. 11. 2014 v 17. kole nejvyšší soutěže porazil se svým mužstvem po více než čtyřech letech v lize Slovan Bratislava. Počtvrté v ročníku se prosadil ve 26. kole (18. 4. 2015), když dal gól klubu FC ViOn Zlaté Moravce (prohra 2:3). Pátou branku zaznamenal ve 28. kole na půdě ŠK Slovan Bratislava, ale v konečném důsledku pouze mírnil porážku 1:4. V rozmezí 30.-33. kola vsítil čtyři branky, když se postupně prosadil proti FC Spartak Trnava, MFK Ružomberok, MFK Košice a FO ŽP Šport Podbrezová. S klubem se představil podruhé ve finále Slovenského poháru, Senica podlehla Trenčínu 2:3 po penaltách. Celkem v sezoně nastoupil k 32 střetnutím.

#### Sezóna 2015/16
Svůj první gól v sezoně vstřelil v druhém kole, srovnával na 1:1 proti MFK Ružomberok. Podruhé se střelecky prosadil v derby proti MFK Skalica (remíza 2:2). V dubnu 2016 prodloužil se Senicou smlouvu o dva roky. V ročníku odehrál 28 utkání.

#### Sezóna 2016/17
Poprvé v sezoně se prosadil 6. 8. 2016 proti 1. FC Tatran Prešov (výhra 4:0), když v 30. minutě otevřel skóre zápasu.

### FC Hradec Králové (hostování)
V průběhu sezony 2013/2014 odešel na půlroční hostování s opcí do Česka, do klubu FC Hradec Králové. Mužstvo se stalo pro hráče prvním zahraničním angažmá. Za tým odehrál během svého působení osm zápasů, ve kterých vstřelil jeden gól.

### FC Nitra (hostování)
V únoru 2014 odešel na další hostování tentokrát do mužstva FC Nitra. Za mužstvo nastoupil během svého angažmá k devět střetnutím, ve kterých vstřelil tři branky. Po skončení ročníku klub sestoupil do 2. ligy.

### Mezőkövesd-Zsóry SE
V červnu 2017 přestoupil z FK Senica do maďarského klubu Mezőkövesd-Zsóry SE vedeného trenérem Mikulášem Radványim.

### Klubové statistiky
Aktuální k 11. srpnu 2016
| Sezona  | Klub                      | Soutěž       | Zápasy | Góly |
| ------- | ------------------------- | ------------ | ------ | ---- |
| 2009/10 | FK Senica (host.)         | Corgoň liga  | 1      | 1    |
| 2010/11 | FK Senica                 | Corgoň liga  | 31     | 4    |
| 2011/12 | FK Senica                 | Corgoň liga  | 13     | 0    |
| 2012/13 | FK Senica                 | Corgoň liga  | 3      | 1    |
| 2013/14 | FC Hradec Králové (host.) | 2. liga      | 8      | 1    |
| 2013/14 | FC Nitra (host.)          | Corgoň liga  | 9      | 3    |
| 2014/15 | FK Senica                 | Fortuna liga | 32     | 8    |
| 2015/16 | FK Senica                 | Fortuna liga | 28     | 2    |